# 비디오 게임 속 모노폴리
파커 브라더스와 해즈브로의 보드 게임 모노폴리 (게임)의 핵심 게임 메커니즘을 기반으로 한 수많은 모노폴리 비디오 게임이 있었다. 이 앱은 수많은 팀에 의해 개발되었으며 35년 이상 동안 여러 플랫폼에서 출시되었다.

## 목록
- Leisure Genius의 Monopoly(1985), 멀티 플랫폼
- Sega Master System을 위해 Sega와 Nexa가 제작한 Monopoly(1988)
- Parker Brothers 및 Game Boy, SNES, Genesis 및 NES용 조각 소프트웨어의 Monopoly(1991)
- DOS 및 Windows용 Virgin Games의 Monopoly Deluxe(1992)
- Tomy, Ape 및 Creamsoft가 일본에서 Super Famicom을 위한 Monopoly(1993)
- 매킨토시용 HumanWave Technology의 MacPlay Monopoly(1993)
- 매킨토시 및 Windows용 Westwood Studios의 Monopoly(1995)
- Super Famicom용 Tomy, Ape 및 Tomcat System의 The Monopoly Game 2(1995, 일본)
- PlayStation용 Gremlin Interactive의 Monopoly(1997)
- Windows용 Artech Digital Entertainment의 Monopoly Star Wars(1997)
- Windows용 Hasbro Interactive의 Monopoly World Cup France 98 에디션(1998)
- Mind's Eye Productions의 Nintendo 64용 Monopoly(1999)
- Macintosh, Windows 및 PlayStation Portable용 Artech Studios의 Monopoly(2000)
- Windows 및 모바일용 Deep Red Games의 Monopoly Tycoon(2001)
- 게임보이 어드밴스용 모바일 21의 EX 모노폴리(2001)
- Runecraft의 PlayStation 2, Xbox 및 GameCube용 Monopoly Party(2002)
- Windows용 Navarre Corporation의 Monopoly SpongeBob SquarePants Edition(2007)
- Windows용 Encore, Inc.의 Monopoly(2008)
- iOS용 EA Mobile의 Monopoly Here and Now(2009)
- Monopoly: Build-a-lot Edition(2009), PC용 HipSoft 제작
- EA Salt Lake의 PlayStation 3, Xbox 360 및 Wii용 Monopoly Streets(2010)
- Nintendo DS용 모노폴리(2010)
- Windows 및 Macintosh용 PopCap Games의 Monopoly(2012)
- Asobo Studio의 PlayStation 4 및 Xbox One용 Monopoly Deal(2014).
- PlayStation 3, PlayStation 4, Windows, Xbox 360 및 Xbox One용 Asobo Studio의 Monopoly Plus(2014)
  - 엔진 소프트웨어로 포팅된 Nintendo Switch용 독점(2017)
  - 엔진 소프트웨어로 포팅된 Stadia용 Monopoly(2020)
- iOS 및 Android 기기용 Monopoly(2019), Marmalade Game Studio 제작
- iOS, Android 및 PC용 Azerion의 Monopoly Poker(2020)
- 엔진 소프트웨어로 포팅된 Google Stadia, Luna, Nintendo Switch, PC, PlayStation 4, PlayStation 5, Xbox One 및 Xbox Series X/S용 Monopoly Madness(2021)

## 기타 버전
공식 버전인 Safe As Houses가 아타리 ST용으로 출시되었다.
게임의 전자 휴대용 버전은 1997년부터 2001년까지 판매되었다.
2009년 몇 달 동안 구글 지도는 지도를 보드로 사용하여 모노폴리(Monopoly), 모노폴리 시티 스트리트(Monopoly City Streets)의 온라인 버전을 호스팅했다.